# 杜古爾德斯皮根峰
72°26′S 2°46′W / 72.433°S 2.767°W
杜古爾德斯皮根峰，是南極洲的海岬，位於毛德皇后地的瑪塔公主海岸，處於博格地塊以北7公里，挪威製圖師根據測量和拍攝的空中照片繪入地圖，現時由南極條約體系管理。